# Józefków (gmina Szczawin Kościelny)
Józefków – wieś w Polsce położona w województwie mazowieckim, w powiecie gostynińskim, w gminie Szczawin Kościelny.
| SIMC    | Nazwa     | Rodzaj    |
| ------- | --------- | --------- |
| 0577834 | Leopoldów | część wsi |

W latach 1975–1998 miejscowość należała administracyjnie do województwa płockiego.